# (74273) 1998 SL113
(74273) 1998 SL113 – planetoida z pasa głównego asteroid okrążająca Słońce w ciągu 4,55 lat w średniej odległości 2,74 j.a. Odkryta 26 września 1998 roku.